# Dębowo (powiat augustowski)
Dębowo – osada w Polsce położona w województwie podlaskim, w powiecie augustowskim, w gminie Sztabin, nad rzeką Biebrzą. Leży przy początku Kanału Augustowskiego.
Wieś królewska ekonomii grodzieńskiej położona była w końcu XVIII wieku w powiecie grodzieńskim województwa trockiego. W 1929 r. było tu 29 mieszkańców. Była piwiarnia i wiatrak.
Do 1954 roku miejscowość należała do gminy Dębowo. W latach 1954–1961 wieś należała i była siedzibą władz gromady Dębowo, po jej zniesieniu w gromadzie Jaminy. 
We wsi znajduje się śluza jednokomorowa na Kanale Augustowskim, zabudowania śluzowe i siedziba strażnika oddziału Netty.
W Dębowie urodził się Adrian Krzyżanowski, polski matematyk, tłumacz literatury pięknej z niemieckiego i historyk.